# Hawaiian Open 1978
L'Hawaiian Open 1978 è stato un torneo di tennis giocato sul cemento. È stata la 5ª edizione del Hawaiian Open, che fa parte del Colgate-Palmolive Grand Prix 1978. Si è giocato a Maui negli Stati Uniti, dal 2 all'8 ottobre 1978.

## Campioni

### Singolare
Bill Scanlon ha battuto in finale  Peter Fleming con il punteggio di 6–2, 6–0

### Doppio
Tim Gullikson /  Tom Gullikson hanno battuto in finale  Peter Fleming /  John McEnroe con il punteggio di 7–6, 7–6